# Peuples noirs - Peuples africains
Peuples noirs - Peuples africains est une revue créée en 1979 par Mongo Beti et son épouse Odile Biyidi-Awala (Tobner), qui militaient pour l'application des droits de l'homme aux prisonniers politiques d'Afrique francophone, et en particulier au Cameroun.
Dix-huit ans après les indépendances, voici enfin une publication noire importante contrôlée financièrement, idéologiquement et techniquement par des Africains francophones noirs, et par eux seuls.
Voici la première grande publication noire francophone totalement indépendante non seulement des gouvernements africains, mais aussi de tous les hommes, de toutes les institutions, de tous les organismes derrière lesquels se dissimule habituellement le néo-colonialisme de Paris : chefs d'État soi-disant charismatiques, coopération, assistance technique, francophonie, etc.
Voici la première grande publication noire francophone résolue à proclamer aussi ouvertement qu'il le faudra la seule vérité qui, aujourd'hui, tient à cœur à tous les Noirs également : l'Afrique rejette désormais toutes les tutelles, celle de Paris autant que celle de Washington, celle de Moskou aussi bien que celle de Pékin…
Voici enfin une publication noire francophone décidée à conformer sa pratique à cet axiome : le capitalisme, voilà l'ennemi mortel de l'Afrique.